# Rui Campos do Nascimento
Rui Campos do Nascimento, detto Rui (Rio de Janeiro, 23 settembre 1960), è un ex pallavolista brasiliano.
Giocava nel ruolo di schiacciatore.

## Palmarès

### Nazionale (competizioni minori)
- Giochi panamericani 1983